# Nevatorens
De Nevatorens (Russisch: Невские башни, Nevskië Basjni ook in Rusland aangeduid als Neva Towers) zijn twee aangrenzende wolkenkrabbers in het stadsdeel Moscow-City, district Presnenski van de Russische hoofdstad Moskou. De eerste toren, Neva 1, werd ingehuldigd in 2020 en heeft een hoogte van 302 meter, bestaande uit 68 etages. De tweede toren, Neva 2, werd voltooid in 2019 en heeft een hoogte van 345 meter, bestaande uit 79 etages.
De torens werden gebouwd op de site waar oorspronkelijk de Ruslandtoren was gepland.  Enkele jaren nadat dit project ten grave werd gedragen, werd na overdracht van gronden en aangepaste bouwrechten het nieuwe project gestart. De Turkse nieuwe eigenaar Rönesans Holding, en de Russische dochteronderneming Renaissance Development, huurden daarbij de projectontwikkelaars van de Ruslandtoren in, het Russissche ST Towers LLC. De architecten van beide wolkenkrabbers zijn het Russisch architectenbureau SPeeCH en de Amerikaanse architecten- en ingenieursbureaus HOK (Hellmuth, Obata + Kassabaum) en FXCollaborative. De torens werden tussen 2014 en 2020 gerealiseerd door het bedrijf Renaissance Construction.
De twee wolkenkrabbers hebben een gemengd gebruik. Het merendeel van de oppervlakte, 183.961 m² wordt ingenomen voor residentieel gebruik. Op de 41 bovenste verdiepingen van Neva 1, en op de 79 verdiepingen van Neva 2 samen zijn 1210 appartementen en penthouses gebouwd. Van de 357.000 m² oppervlakte is 60.283 m² (op de eerste 26 verdiepingen van Neva 1) ingericht voor kantoorruimte, in eigendom sinds 2019 van het Russisch investeringsfonds Metrika Investments.
Tussen de twee torens is een vier verdiepingen hoge centrale sokkel opgericht, waarin op de vierde verdieping een wellness centrum met binnen- en buitenzwembad en groene zone, en een klasserestaurant zijn gevestigd. De sokkel omvat ook 7.000 m² retail met een supermarkt, meerdere cafés en restaurants en een bakker.
Het complex heeft 2040 parkeerplaatsen, gerealiseerd in vier ondergrondse niveaus en de verdiepingen 2 en 3 van de centrale sokkel. 1179 parkeerplaatsen zijn verkocht aan appartementseigenaars, 531 parkeerplaatsen zijn gekoppeld aan de kantoorruimtes en 330 parkeerplaatsen zijn voor bezoekers.